# Angie Tribeca
(Tagline della serie televisiva)
Angie Tribeca è una serie televisiva statunitense trasmessa dal 17 gennaio 2016 sull'emittente televisiva TBS, ideata dall'attore Steve Carell e dalla moglie Nancy Carell.
La serie, parodia dei police procedural televisivi, vede Rashida Jones nel ruolo dell'omonima protagonista, affiancata dagli interpreti Hayes MacArthur, Jere Burns, Deon Cole e Andrée Vermeulen.
Annunciata dalla TBS per la prima volta a metà del 2014, la prima stagione è stata trasmessa in anteprima nei giorni 17 e 18 gennaio 2016, venendo poi rinnovata per una seconda stagione. Il 6 luglio 2016 viene rinnovata anche per una terza stagione. Il 27 luglio 2017 la serie viene rinnovata per una quarta stagione, che vedrà l'ingresso di Bobby Cannavale nel cast.
In Italia la prima stagione della serie, è stata trasmessa interamente sul canale pay Joi tra il 31 dicembre 2016 e il 1º gennaio 2017, mentre la seconda è andata in onda dal 28 marzo al 30 maggio 2017 e la terza stagione è stata trasmessa dal 1° al 29 gennaio 2018.

## Trama
Angie Tribeca è un'agente di polizia del Los Angeles Police Department, operante da dieci anni all'interno della fittizia unità RHCU (Really Heinous Crimes Unit, ovvero Unità Crimini Davvero Odiosi); tenace e poco incline alla collaborazione, all'inizio della serie le viene affiancato l'imbranato agente Jay Geils. I due agenti si ritroveranno insieme a risolvere i più efferati, e insoliti, crimini di tutta Los Angeles.

## Personaggi e interpreti
- Angie Tribeca (stagione 1-4), interpretata da Rashida Jones, doppiata da Stella Musy.[9]
È un'agente del Los Angeles Police Department.
- Jay Geils (stagione 1-3), interpretato da Hayes MacArthur, doppiato da Edoardo Stoppacciaro.[10]
È un agente del Los Angeles Police Department, collega nonché partner di Tribeca.
- Tenente Pritikin "Chet" Atkins (stagione 1-4), interpretato da Jere Burns, doppiato da Stefano Benassi.[11]
È a capo della Really Heinous Crimes Unit del Los Angeles Police Department.
- DJ Tanner (stagione 1-4), interpretato da Deon Cole, doppiato da Christian Iansante.
È un agente afroamericano del Los Angeles Police Department, collega di Tribeca e Geils. Nel corso della serie lo si vede sempre affiancato dal suo partner canino David Hoffman.
- Dr.ssa Monica Scholls (stagione 1-4), interpretata da Andrée Vermeulen, doppiata da Francesca Manicone.[12]
È il capo della scientifica e medico legale della Really Heinous Crimes Unit.
- Dr. Edelweiss (stagione 1-4), interpretato da Alfred Molina, doppiato da Gianni Giuliano.
È il medico legale della Really Heinous Crimes Unit. Come gag ricorrente lo si vede presentare diversi tipi di handicap fisici, per poi dimostrare di essere completamente sano.
- Sindaco Joe Perry (guest stagioni 1 e 3, ricorrente stagione 2), interpretato da Matthew Glave, doppiato da Massimo Bitossi.
È il sindaco di Los Angeles. È sempre in cattivi rapporti con il tenente Atkins.

## Episodi
| Stagione         | Episodi | Prima TV USA | Prima TV Italia |
| ---------------- | ------- | ------------ | --------------- |
| Prima stagione   | 10      | 2016         | 2016-2017       |
| Seconda stagione | 10      | 2016         | 2017            |
| Terza stagione   | 10      | 2017         | 2018            |
| Quarta stagione  | 10      | 2018         | 2019            |

## Produzione
La serie venne presentata dai produttori come "... un'esilarante parodia dei polizieschi televisivi nello spirito di Una pallottola spuntata". Ha inoltre molte similarità la sitcom Troppo forte!.
Originariamente programmata per il mese di novembre del 2015, venne poi annunciato dai dirigenti della TBS che tutti i dieci episodi della prima stagione sarebbero stati trasmessi ininterrottamente in una maratona di 25 ore a partire dal 17 gennaio 2016, per poi passare a una distribuzione on demand.
È stata successivamente annunciata una seconda stagione con una classica programmazione a cadenza settimanale.
Il 6 luglio 2016 viene ordinata una terza stagione, trasmessa dal 10 aprile al 12 giugno 2017.
La serie è stata rinnovata per una quarta stagione, nel 2018, con l'ingresso di Bobby Cannavale nel cast. Il 27 dicembre 2018, viene annunciato che la stagione sarebbe stata trasmessa interamente in una maratona il 29 dicembre (ep. 1-5) e il 30 dicembre (ep.6-10).
Il 9 maggio 2019 viene cancellata dopo quattro stagioni.

## Trasmissione internazionale
| Paese | Rete televisiva                                            | Data di uscita   |
| --- | ---------------------------------------------------------- | ---------------- |
| Stati Uniti d'America | TBS                                                        | 17 gennaio 2016  |
| America Latina | TBS                                                        | 17 gennaio 2016  |
| Spagna | TNT, Neox                                                  | 17 gennaio 2016  |
| Germania | TNT Serie (st. 1), TNT Comedy (st. 2-3)                    | 17 gennaio 2016  |
| Danimarca Norvegia Svezia | TNT                                                        | 17 gennaio 2016  |
| Filippine Hong Kong Indonesia Malaysia Palau Papua Nuova Guinea Sri Lanka Singapore Taiwan Thailandia                                | Warner TV, truTV                                           | 17 gennaio 2016  |
| Canada | The Comedy Network                                         | 1º marzo 2016    |
| Bosnia-Erzegovina Bulgaria Croazia Macedonia del Nord Montenegro Polonia Repubblica Ceca Romania Serbia Slovacchia Slovenia Ungheria | HBO Comedy                                                 | 1º marzo 2016    |
| Regno Unito | E4                                                         | 28 aprile 2016   |
| Africa | M-Net Edge (st. 1-2), M-Net (st. 3), Vuzu (st. 4)          | 6 maggio 2016    |
| Australia | Stan                                                       | 24 maggio 2016   |
| India | Comedy Central                                             | novembre 2016    |
| Italia | Joi, Italia 1 (st. 1-3), Premium Stories, Italia 2 (st. 4) | 31 dicembre 2016 |
| Russia | TNT4                                                       |                  |
| Francia | Warner TV                                                  | 7 marzo 2018     |

## Accoglienza
La serie ha ottenuto riscontri positivi da parte della critica. Sull'aggregatore di recensioni Rotten Tomatoes la prima stagione ha un indice di gradimento del 90% basato su venti recensioni. Metacritic ha assegnato alla serie un punteggio di 77 su 100 basato su 11 recensioni.